# Parazoanthus
Parazoanthus Haddon & Shackleton, 1891 è un genere di esacoralli della famiglia Parazoanthidae.

## Descrizione
Il genere comprende zoantari macrocnemici coloniali che spesso utilizzano come substrato le spugne e presentano nello spessore delle loro pareti sabbia e altri detriti tra cui spicole calcaree.

## Tassonomia
Comprende le seguenti specie:
- Parazoanthus anguicomus (Norman, 1868)
- Parazoanthus antarcticus Carlgren, 1927
- Parazoanthus aruensis Pax, 1911
- Parazoanthus axinellae (Schmidt, 1862)
- Parazoanthus capensis Duerden, 1907
- Parazoanthus catenularis (Duchassaing & Michelotti, 1860)
- Parazoanthus darwini Reimer & Fujii, 2010
- Parazoanthus dichroicus Haddon A.C. & Shackleton A.M., 1891
- Parazoanthus douglasi Haddon and Shackleton, 1891
- Parazoanthus elongatus McMurrich, 1904
- Parazoanthus haddoni Carlgren, 1913
- Parazoanthus juan-fernandezii Carlgren, 1922
- Parazoanthus lividum Cutress, 1971
- Parazoanthus parasiticus (Duchassaing & Michelotti, 1860)
- Parazoanthus puertoricense West, 1979
- Parazoanthus swiftii (Duchassaing & Michelotti, 1860)